# Guido Rubino
Guido Paolo Rubino (Roma, 28 ottobre 1968) è un giornalista, fotografo e scrittore italiano.

## Carriera
Romano, ha iniziato a scrivere articoli di tecnica ciclistica per alcune riviste del settore. Ha lavorato dal 1996 al 2007 nella redazione di Bicisport e le altre riviste della Compagnia Editoriale di Roma. Successivamente ha collaborato anche con le riviste La Bicicletta, Ciclismo e Bicitech. Contemporaneamente ha iniziato a lavorare come fotografo sempre nell'ambito del ciclismo partecipando a diverse manifestazioni nazionali e internazionali (Giro d'Italia, campionati mondiali, ecc) e realizzando lavori per aziende e manifestazioni del settore. Lavora come fotografo anche per eventi e manifestazioni al di fuori del ciclismo.
Nel 2007 ha fondato la testata giornalistica on line cyclinside.it.

## Opere
- Quadernoni sulla bicicletta da corsa: 1 – Bicicletta, 2 – Misure e posizione sulla bicicletta, 3 – Manutenzione della bicicletta, 4 – Le ruote (Compagnia Editoriale, Roma), 1997
- Campagnolo, la storia che ha cambiato la bicicletta, con Paolo Facchinetti  (Bolis Edizioni, Bergamo), 2008
- La bicicletta da corsa - Manuale (Hoepli, Milano), 2009
- La Mountain Bike (Hoepli, Milano), 2010
- Biciclette Italiane (Bolis Edizioni, Bergamo), 2011, tradotto anche in Inglese
- L'Eroica, la storia, le strade, le bici, i personaggi, con Paolo Facchinetti, Gino Cervi e Lorenzo Franzetti (Bolis, Bergamo), 2012
- Gaerne 50º anniversario, con Giulio Gori (Bolis Edizioni, Bergamo), 2012
- Campagnolo, il mito, con Gino Cervi e Lorenzo Franzetti (Bolis Edizioni, Bergamo), 2014
- La bicicletta da corsa Seconda Edizione - Manuale (Hoepli, Milano), 2015
- Santini, a second skin, con Gino Cervi (Bolis Edizioni, Bergamo), 2016
- Benedette biciclette!, la collezione del Museo Madonna del Ghisallo, con Lorenzo Franzetti, Carola Gentilini, Luciana Rota (Bolis Edizioni, Bergamo), 2016
- La Bici da Corsa, Modelli, materiali, tecniche (collana: "I grandi illustrati del Corriere della Sera" - RCS MediaGroup Spa), 2018
- La Bici non sportiva, City bike, pieghevole, scatto fisso, gravel e tutte le altre, con Maurizio Coccia (collana: "I grandi illustrati del Corriere della Sera" - RCS MediaGroup Spa), 2018
- La Bicicletta da Corsa (Hoepli, Milano), 2025